# Yaniv d'Or

Yaniv d'Or (Jolón. 11 de marzo de 1975) es un contratenor británico-israelí. Su principal campo artístico es la ópera, aunque también ha grabado discos con otros tipos de música.

## Biografía
Yaniv d'Or es el nombre artístico de Yaniv Nehaisi, nacido en Jolón, Israel. Sus padres son de origen sefardí, y sus abuelos provienen de Libia. Estudió en la Academia de Jerusalén de Música y Danza y en la Guildhall School of Music and Drama de Londres. Ha representado papeles de ópera por escenarios de diversas ciudades y países, incluyendo Roma, Vilnius, Amberes, Gante, San Galo, Gotemburgo, Wiesbaden y el Queen Elizabeth Hall de Londres. D'Or ha actuado para la reina Isabel II de Inglaterra en el Palacio de Westminster. Su repertorio incluye música barroca, oratorios, música litúrgica, lieders y música contemporánea, así como música sefardí. En los últimos años ha alternado su residencia entre Londres y Tel Aviv y, del mismo modo, ha actuado tanto en Europa como en Israel. Es el hermano menor del cantante israelí David D'Or.

## Ensemble NAYA
Yaniv D'Or fundó el Ensemble NAYA in 2008.

## Repertorio

### Ópera
| Compositor          | Título                               | Papel           |
| ------------------- | ------------------------------------ | --------------- |
| Monteverdi          | L'incoronazione di Poppea            | Ottone, Nerone  |
| Purcell             | Dido and Aeneas                      | Sorceress       |
| Handel              | Giulio Cesare                        | Tolomeo, Cesare |
| Handel              | Xerxes                               | Arsamenes       |
| Handel              | Orlando                              | Medoro          |
| Gluck               | Orfeo ed Euridice                    |                 |
| Cavalli             | L'Orione                             |                 |
| Ioseb Bardanashvili | Journey to the End of the Millennium | Rabbi Elbaz     |

## Discografía
| Título        | Datos del álbum                                       | Sello         | Premios                             |
| ------------- | ----------------------------------------------------- | ------------- | ----------------------------------- |
| Latino Ladino | Ensemble NAYA; Barrocade; Amit Tiefenbrunn, Conductor | Naxos Records | Los Diez Mejores Álbumes Gramophone |
| Exaltation    | Ensemble NAYA                                         | Naxos Records |                                     |